# Прадо, Антонио Франсиско
Антонио Франсиско Буэно до Прадо (порт.-браз. Antônio Francisco Bueno do Prado; 13 мая 1940, Катандува — 31 августа 2017, Сан-Паулу) — бразильский футболист, нападающий.

## Карьера
Антонио Франсиско Прадо родился в семье Себастьяна Буэно до Прадо и Летисии Ферралдо. Он начал играть в футбол в детской команде «Санта-Марина», являющейся частью детских команд клуба «Палмейрас». Позже он играл за команды «Кан-Кан» и «Матараццо», который был частью одноимённой фабрики. После этой команды Право попытался устроиться в профессиональные клубы, однако просмотры в «Насьонале» и «Таубате» были неудачными; физическая форма футболиста не устраивала руководителей этих команд.
В начале 1960 года Прадо стал игроком клуба «Брагантино», где играл справа в полузащите. В 1961 году он перешёл в «Сан-Паулу» за сумму в 300 тысяч крузейро аренды с последующей покупкой за 7 млн крузейро. Антонио Франсиско выступал за клуб до 1967 года. Всего за «Сан-Паулу» Прадо провёл 242 игры (129 побед, 57 ничьих и 56 поражений) и забил 122 гола, по другим данным — 244 игры и 121 гол. В 1967 году Прадо, вместе с Освалдо Куньей, перешёл в «Коринтианс», заплативший за трансфер футболистов 220 тыс. крузейро и отдавшего Эдуардо Албукерке. Всего за «Коринтианс» нападающий провёл 14 матчей и забил 2 гола. Затем он играл за «Бангу», а завершил карьеру в клубе «Португеза Сантиста».
В 1962 году Прадо был в списке игроков, которые могли поехать на чемпионат мира, но в окончательный список он не попал. После этого форвард заявил: «Я ещё очень молод и верю, что в 1966 году снова смогу побороться за место в составе». В 1966 году Прадо также не поехал на мировое первенство. Единственный матч за сборную Бразилии нападающий сыграл 21 ноября 1965 года против Венгрии.
После завершения карьеры, Прадо занялся бизнесом. Он открыл в районе Пердизес субпрефиктуры Лапа лотерейный магазин. В 2001 году на магазин был совершён вооружённый налёт: Антонио Франсиско отдел все деньги, после чего преступник произвёл три выстрела в живот бывшего игрока. Прадо попал в реанимацию, но всё же выжил. Он заявил: «Я не умер, потому что Бог не позволил мне». В мае 2017 года у него диагностировали меланому. 31 августа того же года Антонио Франсиско умер. Он был похоронен на кладбище Араса.

## Международная статистика
| Матчи Антонио Прадо за сборную Бразилии | Матчи Антонио Прадо за сборную Бразилии | Матчи Антонио Прадо за сборную Бразилии | Матчи Антонио Прадо за сборную Бразилии | Матчи Антонио Прадо за сборную Бразилии | Матчи Антонио Прадо за сборную Бразилии | Матчи Антонио Прадо за сборную Бразилии |
| --------------------------------------- | --------------------------------------- | --------------------------------------- | --------------------------------------- | --------------------------------------- | --------------------------------------- | --------------------------------------- |
| №                                       | Дата                                    | Место проведения                        | Оппонент                                | Счёт                                    | Голы                                    | Турнир                                  |
| 1                                       | 21 ноября 1965                          | Сан-Паулу                               | Венгрия                                 | 5:3                                     | —                                       | Товарищеский матч                       |